# Vicente Martín y Soler
Vicente Martín y Soler (2 de maio de 1754 - 30 de janeiro de 1806) foi um compositor de ópera e balé valenciano (Espanha).
Foi comparado favoravelmente por seus contemporâneos a Mozart, como  compositor de ópera bufa. Ele foi chamado de Mozart Valenciano.
Nasceu em Valência e estudou música em Bolonha com Giovanni Martini.
A sua primeira ópera foi Il tutore burlato (1775), uma adaptação de Giovanni Paisiello La frascatana, baseada numa peça do mesmo nome por Filippo Livigni, a zarzuela La Madrileña o el tutor burlado, que estreou em Madri em 1778.
Martín y Soler é conhecido pelas óperas cômicas que compõs em Viena com o libretista Lorenzo da Ponte: Una cosa rara (1786, baseado na peça de teatro La luna de la sierra por Luis Vélez de Guevara), Il burbero di buon cuore por Carlo Goldoni), L'arbore di Diana (1787).
Em 1777, viajou para Nápoles, para compor o  seu primeiro balé para o Teatro di San Carlo. Trabalhou com o coreógrafo Charles Picq nos balés "La Griselda" (1779, com libreto de Apostolo Zeno), I ratti sabini (1780), La bella Arsene (1781) e Tamas Kouli-Kan (1781, uma interpretação de Vittorio Amedeo Cigna-Santi).

## Óperas
- Il tutore burlato (La Madrileña) (ópera bufa, baseada em La finta semplice de Pasquale Mililotti, 1778, Madri)
- Ifigenia in Aulide (drama para música, libreto de Luigi Serio, 1779, Nápoles)
- Ipermestra (drama para música, libreto de Pietro Metastasio, 1780, Nápoles)
- Andromaca (drama para música, libreto de Apostolo Zeno, 1780, Luca)
- Partenope (drama, libreto de Pietro Metastasio, 1782, Nápoles)
- L'amor geloso (ação teatral cômica, 1782, Nápoles)
- In amor ci vuol destrezza (ópera bufa, libreto de Carlo Giuseppe Lanfranchi-Rossi, 1782, Veneza)
- Vologeso (drama para música, libreto de Apostolo Zeno]], revisado por Vittorio Amedeo Cigna-Santi, 1783, Turim)
- Le burle per amore (drama jocoso, libreto de Marcello Bernardini, 1784, Veneza)
- La vedova spiritosa (drama jocoso, 1785, Parma)
- Il burbero di buon cuore (drama jocoso, libreto de Lorenzo da Ponte sobre uma obra de Carlo Goldoni, 1786, Viena)
- Una cosa rara, ossia bellezza ed onestà (drama jocoso, libreto de Lorenzo da Ponte, 1786, Viena)
- L'arbore di Diana (drama jocoso, libreto de Lorenzo da Ponte, 1787, Viena)
- Gorebogatïr' Kosometovich (drama com música, 1789, São Petersburgo)
- Pesnolyubiye (drama com música, 1790, São Petersburgo)
- Fedul' s det'mi (drama com música, 1791, São Petersburgo)
- La scuola dei maritati (La capricciosa corretta; Gli sposi in contrasto; La moglie corretta) (ópera cômica, libreto de Lorenzo da Ponte, 1795, Londres)
- L’isola del piacere (L’isola piacevole) (ópera cômica, libreto de Lorenzo da Ponte, baseado en L'isola della fortuna de Giovanni Bertati, 1795, Londres)
- Le nozze de' contadini spagnuoli (intermezzo, 1795, Londres)
- Camille ou Le souterrain (comédia com intermédios musicais,  libreto de Benoît-Joseph Marsollier des Vivetières, 1796, São Petersburgo)
- La festa in villaggio (ópera cômica, libreto de Ferdinando Moretti, 1798, São Petersburgo)

## Outros
- "Cantata a tres voces" (1779, Nápoles)
- Philistaei a Jonatha Dispersi (1784, Veneza)
- Il sogno (cantata para três sopranos e orquestra, texto de Lorenzo da Ponte, 1787, Viena)
- La Deità benefica (cantata, texto de Ferdinando Moretti, 1790, São Petersburgo)
- Strofe (cantata, texto de Ferdinando Moretti, 1791-6)
- Cantata per la consacrazione della Chiesa Maltese (cantata, 1800, São Petersburgo)
- Várias composições de música sacra.
- Numerosas sinfonias, divertimentos, octeto de sopro,  arietas, cânones, canções e duetos.
- Concerto para violino (1795, Londres)

## Bibliografía
- Giuseppe Matteis y Gianni Marata, Vicente Martín y Soler, Valência.